# Садки (Кропивницький район)
Садки́ —  село в Україні, в Устинівській селищній громаді Кропивницького району Кіровоградської області. Населення становить 185 осіб (01.04.2025).
З водойми на південно-східній околиці села бере початок річка Сагайдак.

## Історія
Садки було збудовано в 50-х рр. XX ст. переважно переселенцями з західних регіонів України. 

## Населення
Згідно з переписом УРСР 1989 року чисельність наявного населення села становила 409 осіб, з яких 173 чоловіки та 236 жінок.
За переписом населення України 2001 року в селі мешкало 412 осіб.

### Мова
Розподіл населення за рідною мовою за даними перепису 2001 року:
| Мова       | Відсоток |
| ---------- | -------- |
| українська | 97,58 %  |
| російська  | 1,69 %   |
| молдовська | 0,48 %   |
| білоруська | 0,24 %   |

## Пам'ятки
На захід від села знаходиться ботанічний заказник загальнодержавного значення Садківський степ.
Але якщо пройти 1-2 км. на схід можна побачити село Сагайдак, яке просто вражає своєю історією і бере початок ще з козацьких часів бувши козацьким зимівником. 